# Fascia pectoral
Le fascia pectoral (ou aponévrose du grand pectoral) est une lame mince, recouvrant la face antérieure du muscle grand pectoral.

## Description
Le fascia pectoral s'attache, dans la ligne médiane, à l'avant du sternum ; au-dessus, à la clavicule ; latéralement et en dessous, il est continu avec les fascias de l'épaule, de l'aisselle et du thorax.